# آلبرت اشتاینروک
آلبرت اشتاینروک (آلمانی: Albert Steinrück; ۲۰ مهٔ ۱۸۷۲ – ۱۰ فوریهٔ ۱۹۲۹) هنرپیشه اهل آلمان بود که بین سال‌های ۱۹۱۰ تا ۱۹۲۹ میلادی فعالیت می‌کرد.
از فیلم‌هایی که در آن نقش داشته می‌توان به آسفالت، گنج، هلنا، سافو و تاجر ونیزی اشاره کرد.